# Ichneumon parvus
Ichneumon parvus là một loài tò vò trong họ Ichneumonidae.